# Kazimierz Dolny

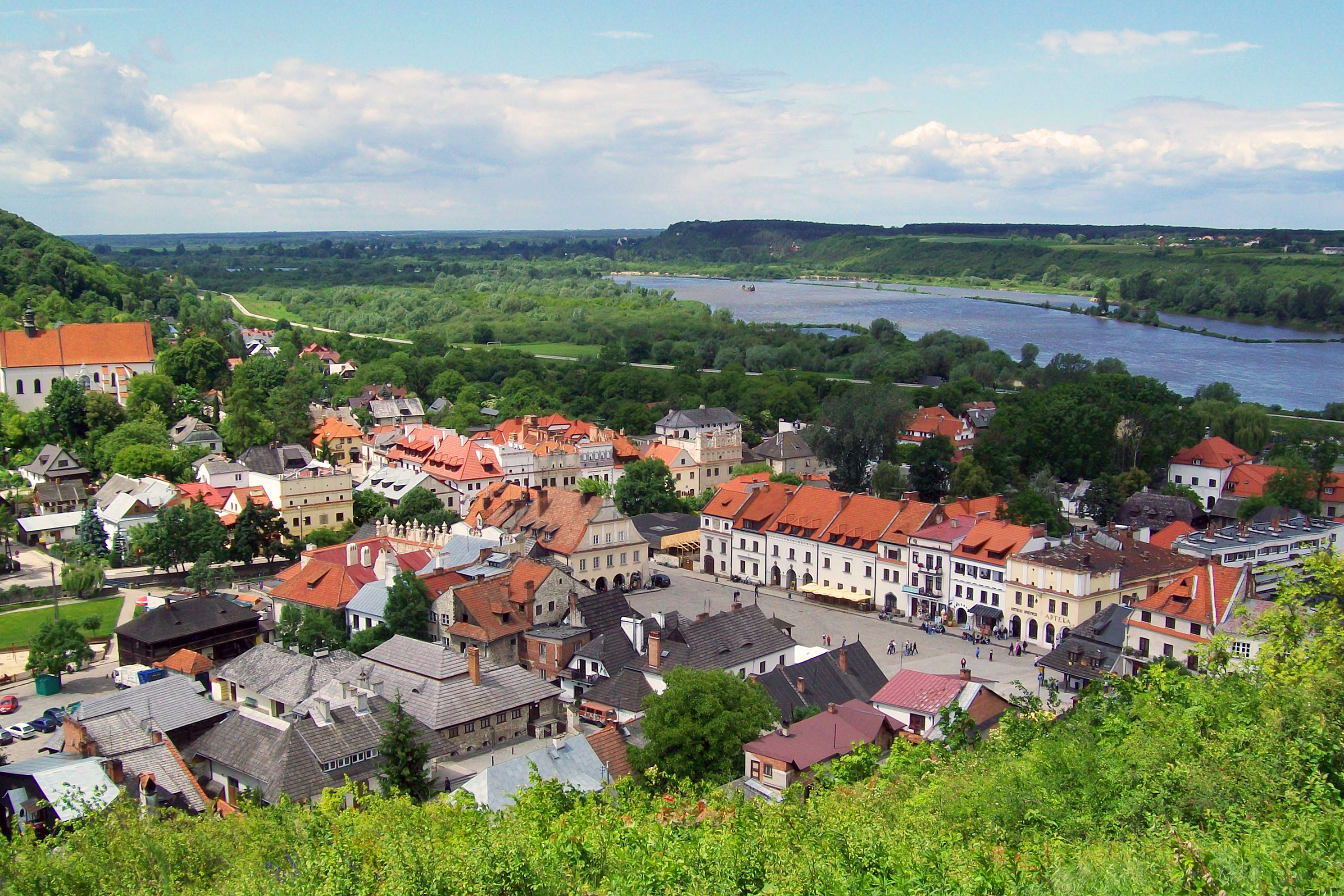
Gesamtansicht

Kazimierz Dolny ist eine polnische Stadt in der Woiwodschaft Lublin im Powiat Puławy. Sie liegt am östlichen Weichselufer, etwa 40 km westlich von Lublin und ist Sitz der Stadt- und Landgemeinde Kazimierz Dolny. Die Stadt Kazimierz Dolny selbst zählt etwa 2600 Einwohner und ist vor allem wegen ihrer historischen Altstadt ein in ganz Polen bekanntes und beliebtes touristisches Ziel.

## Geschichte

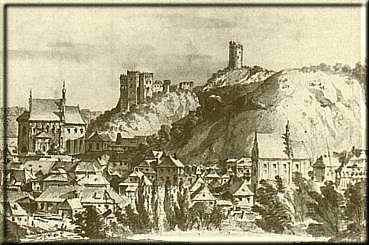
Aquarell von F.J. Piwarski aus dem Jahre 1812

Die Anfänge des Ortes reichen bis ins 11. Jahrhundert zurück. Auf einem der Hügel existierte eine Siedlung namens Wietrzna Góra, die den Benediktinern gehörte. Im Jahre 1181 übertrug Herzog Kazimierz der Gerechte den Ort an die Prämonstratenser-Chorherren aus Krakau-Zwierzyniec, die ihn ihm zu Ehren in Kazimierz umbenannten. Die erste urkundliche Erwähnung erfolgte 1249. Der Beiname „Dolny“ (= Unter/Nieder) wurde erst später unter Bezugnahme auf die Lage an der Weichsel hinzugefügt, um Kazimierz Dolny von Kazimierz bei Krakau zu unterscheiden. 1325 stiftete König Władysław I. Ellenlang eine Kirche, die heutige Pfarrkirche. In der ersten Hälfte des 14. Jahrhunderts wurde auch eine Burg gebaut und die Stadtrechte verliehen, vermutlich von König Kasimir I., den Großen. 1406 erfolgte unter Władysław II. Jagiełło eine weitere Stadtgründung, diesmal nach Magdeburger Recht. In jener Zeit entstand auch der Grundriss der Stadt, der sich bis heute erhalten hat, inklusive der Marktbebauung, die auf einer Seite fehlt, was dem Markt sein charakteristisches Aussehen verleiht. 1501 wurde der Ort Sitz einer Starostei. Von 1519 bis 1644 befand sich das Starostenamt im erblichen Besitz der Familie Firlej. Damals entwickelte sich der Ort zu einem wichtigen Umschlagplatz für das Weichsel abwärts verschiffte Getreide. 1628 ließen sich die Franziskaner (OFM) in Kazimierz Dolny nieder und errichteten ein Kloster. Der Niedergang der Stadt setzte 1656 ein, als schwedische Truppen sie in Brand setzten und plünderten. Es folgten weitere Soldatendurchmärsche, die die Stadt verwüsteten. 1677 erließ König Johann III. Sobieski ein Dekret, das die Ansiedlung armenischer, griechischer und jüdischer Kaufleute gestattete, aber die nächsten polnisch-schwedischen Kriege machten die Aufbruchstimmung zunichte, zumal die europaweite Nachfrage nach polnischem Getreide immer stärker zurückging. Die Teilungen Polens bedeuteten dann ein endgültiges Ende des Getreidehandels. Während des Novemberaufstands fand hier am 18. März 1831 die Schlacht bei Kazimierz Dolny statt. Gegen Ende des 19. Jahrhunderts begann mit dem einsetzenden Tourismus eine Renaissance der Stadt, die nun im russischen Teilungsgebiet lag. Es entstanden Villen und Pensionate für die Sommerfrischler aus Warschau oder Lublin.
Während des Zweiten Weltkriegs wurden große Teile der Stadt zerstört, der Wiederaufbau erfolgte aber rasch und Kazimierz Dolny konnte seine touristische Bedeutung noch ausbauen.

## Sehenswürdigkeiten

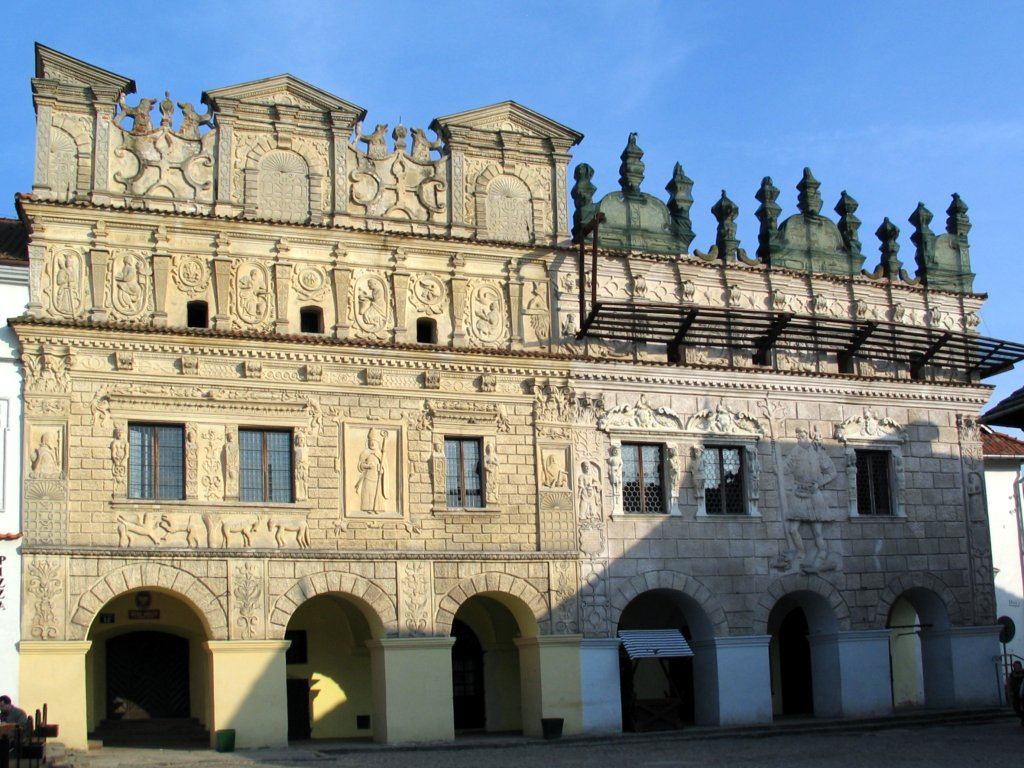
Die beiden berühmtesten Bürgerhäuser in Kazimierz Dolny: Zum Heiligen Nikolaus und Zum Heiligen Christophorus

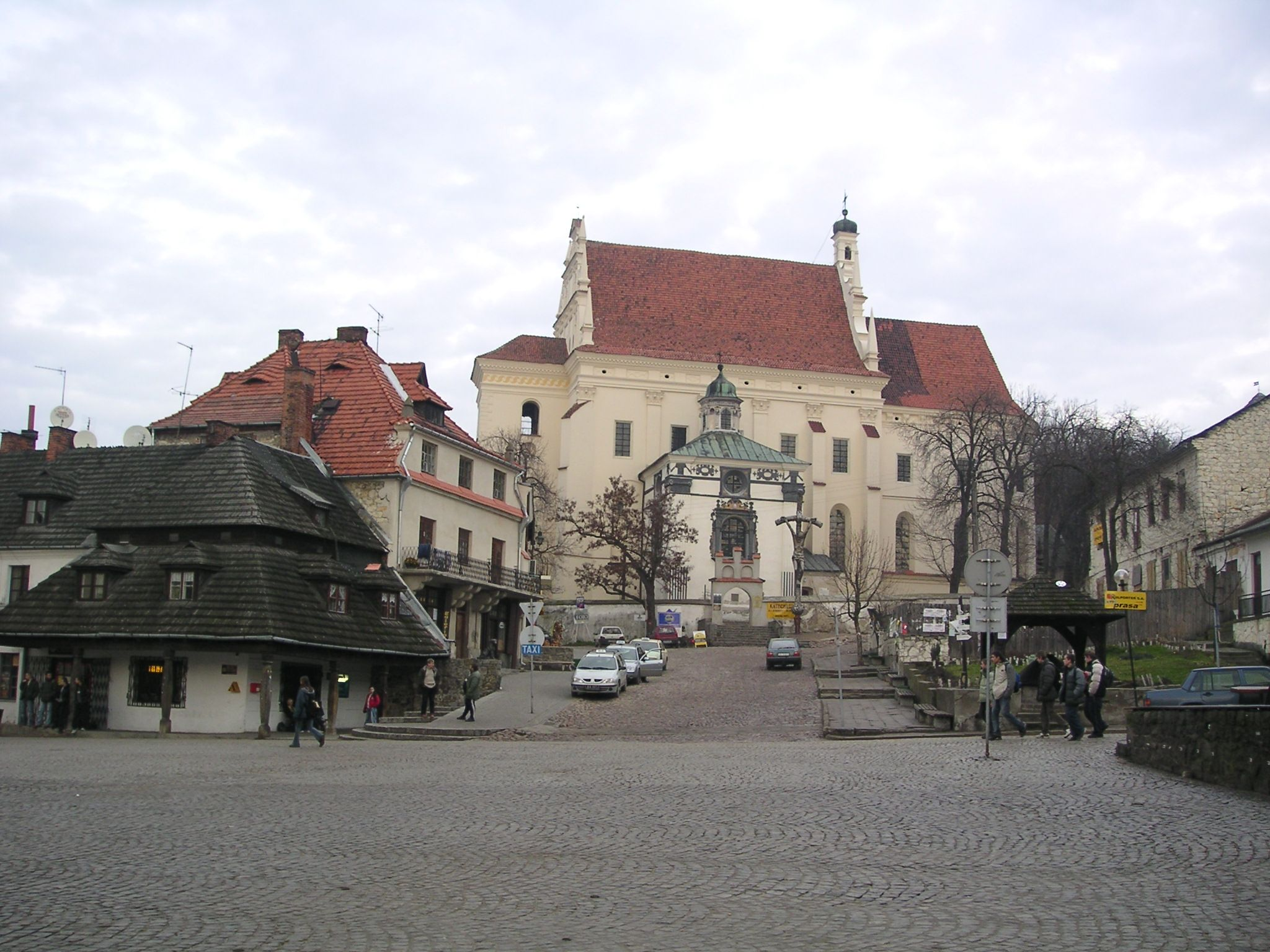
Die Pfarrkirche vom Marktplatz gesehen

- Pfarrkirche (1586–1589), mit manieristischer und barocker Ausstattung im Stil der Lubliner Renaissance. Das Tonnengewölbe ist mit einem Netz von ornamentalen Rippen aus Stuck überzogen, die für die Kunstlandschaft um Lublin charakteristisch sind. Nach 1607 wurde die Orgel, die älteste vollständig erhaltene Polens, von Szymon Lilius begonnen, und mit einem Prospekt aus Lärchenholz im Jahre 1620 verkleidet. 1615–1625 wurden zwei Kuppelkapellen seitlich angebaut, in der südlichen Borkowski-Kapelle (1615) steht ein qualitätvolles Gestühl mit intarsiertem und geschnitztem  Beschlagwerkornament (um 1600), gegenüber die Grabplatte von 1598 mit dem Halbfigurenrelief des Mikolai Przybyla, einem der selten Beispiele bürgerlicher Grabmalkunst aus dieser Zeit. Wesentliche Teile der Ausstattung der nördlichen Kapelle stammen aus jüngerer Zeit. Am Eingang zum Chor steht die leider dick übermalte Kopie einer Schönen Madonna des Weichen Stils um 1400. Das Renaissance-Taufbecken schuf der Florentiner Santi Gucci 1587.
- Marienkirche und Franziskanerkloster aus dem 17. Jahrhundert
- Annakirche aus dem 17. Jahrhundert
- Schlossruine aus dem 13. Jahrhundert
- Die ehemaligen Synagoge wurde in den 2010er Jahren authentischer als andere Gebäude in der Stadt restauriert. Im Inneren ist heute eine kleine Fotoausstellung mit hervorragenden Fotos aus dem „Stetl“ zu sehen, die eindrucksvoll an die Bedeutung und das Alltagsleben der Juden erinnert, die bis zum Holocaust einen großen Teil der Bevölkerung bildeten.
- Verschiedene Bürgerhäuser und Getreidespeicher aus der Renaissance und dem Barock, vor allem die um das Jahr 1615 im manieristischen Stil errichteten Bürgerhäuser zum Heiligen Nikolaus und zum Heiligen Christophorus, sowie das um 1630 ebenfalls manieristisch umgebaute Celej-Patrizierhaus, in dem heute das Regionalmuseum eingerichtet ist.

Besonderheiten der Renaissancebauten
Alle Bauten von Kazimierz wurden aus weichem örtlichen Kalkstein errichtet. Das leicht zu bearbeitende Material erlaubte eine phantasievolle Gestaltung der Fassaden, mit meist naiven Flachreliefs. Die Bürgerhäuser wurden mit steilen, nach innen geneigten Dächern gedeckt, die von der Straßenseite mit extrem hohen Attiken verstellt wurden. Diese Attiken wurden oben mit steinernen Pinakeln und Voluten verziert. Die am Weichselufer errichteten Speicher hatten zwar normale Firstdächer, aber die Giebel wurden auch hier reich ornamentiert.

## Mit Kazimierz Dolny verbundene Personen
- Dariusz Fikus (1932–1996), Journalist
- Maria Kuncewiczowa (1895–1989), emigrierte und zurückgekehrte Schriftstellerin
- Andrzej Madej (* 1951), Ordenspriester und Superior der Mission sui juris Turkmenistan
- Hilary Minc (1905–1974), Ökonom und Politiker
- Tadeusz Pruszkowski (1888–1942), Maler
- Tadeusz Ulanowski (* 1872 oder 1875), Schriftsteller

## Partnerstädte
- Hortobágy (Ungarn)
- Staufen im Breisgau (Deutschland)
- Bezirk Steglitz-Zehlendorf von Berlin (Deutschland)